# David Valdes
David Valdes, né le 12 août 1950 à Los Angeles, est un producteur de cinéma américain.

## Biographie
Valdes commence à évoluer dans le domaine du cinéma comme assistant réalisateur sur plusieurs films où évolue l'acteur Clint Eastwoodcomme Ça va cogner, Le Retour de l'inspecteur Harry ou encore Haut les flingues !. Il se lance dans la production avec la série Le Cavalier solitaire en 1985  comme producteur associé avant d'être producteur d'un film, en 1987, avec Mon Père c'est moi.
Dans les années 1990, il continue de travailler avec Eastwood pour la production de ses films comme L'inspecteur Harry est la dernière cible, Impitoyable et Dans la ligne de mire. En 1999, il produit La Ligne verte. Le film sera nommé lors de la 72e cérémonie des Oscars, pour l'Oscar du meilleur film, mais ne remporte pas la précieuse statuette.
Il continue de produire diverses productions comme La Machine à explorer le temps, L'Assassinat de Jesse James par le lâche Robert Ford et Babylon A.D..

## Filmographie
- 2018 : Alita: Battle Angel[1] : producteur exécutif